# Izanagi
Izanagi (Hívogató Isten) és Izanami (Hívogató Istennő) a japán mitológia két istensége fivér és nővér, a mítosz szerint Japán és a japán hitvilág panteonjának teremtői. Izanagi (イザナギ, a Kodzsikiben 伊邪那岐, a Nihonsokiban 伊弉諾) istenség, aki a japán mitológiában és a sintóban megjelenő hét mennyei nemzedék után született első antropomorf istenpár férfi tagja, és a Kodzsikiben Izanagi no mikotóként (Izanagi Nagyúr) vagy a „Hívogató Istenként” említik. Másik elterjedt neve Izanagi no Okami (a Nagy Isten Izanagi). Izanagi az ősi ég, istene mindennek, mi fényes és mennyei.

## Megjelenés a mitológiában

### Izanagi és Izanami
Izanagi és hitvese – aki egyben húga is – Izanami hozták létre a Japán szigeteket, és nemzettek számos sintó istenséget.
A legenda szerint miután megszülettek, az Ama no ukihasi-n (a mennyek lebegő hídja) állva egy ékköves lándzsával megkeverték az óceánt. Mikor kihúzták a lándzsát a vízből, a lecsöpögő víz megszilárdult, és kialakult az első szárazföld, Onogoro sziget. Izanagi és Izanami leszálltak a szigetre, és egybekeltek. Az első gyermekük (Ebiszu, más néven Hiruko) torznak született. Az istenek azzal indokolták ezt, hogy Izanami előbb szólalt meg a férjénél az esküvői szertartáson.
Emiatt a pár elvégezte még egyszer a ceremóniát, ezúttal helyesen. Izanami nemsokára nyolc gyermeknek adott életet, ők lettek a Japán szigetek. Izanagi és Izanami, ezután sok istent és istennőt teremtett, hogy képviselje a hegyeket, völgyeket, vízeséseket, szeleket és Japán egyéb természeti képződményeit. De Izanami a tűzisten (Kagucucsi) világra hozása közben megégett. Haldoklása alatt folytatta az istenek és istennők teremtését. Izanagi gyászában kivégezte a tűzistent, valamint könnyeiből még több istenség jött létre.
Halála után Izanami Jomi no kuni-ba (az alvilágba) került, ahol Izanagi hamarosan meglátogatta annak reményében, hogy visszaszerzi őt. De Izanami addigra már evett az alvilág kemencéjében készült ételből, ami lehetetlenné tette visszatérését az alvilágból. Izanami az árnyékból köszöntötte férjét, ahogy az alvilág bejáratához közeledett. Kérte, hogy ne nézzen rá, és azt mondta, megpróbálja elintézni a szabadon engedését a Jomi istenénél. De Izanagi nem tartotta be ígéretét, fáklyát gyújtott és szembesült felesége rettenetes, pokoli állapotával. Rémültében Izanagi menekülni kezdett. Hogy megbosszulja szégyenét, Izanami utána küldte a villámlás istenét, Jakusza no ikazucsi no kamit (Raidzsin) és a szörnyű vénasszonyt, Jomocu sikomét, hogy elfogják. Izanagi megszökött előlük, és lezárta az alvilág kapuját, ahol Izanamival felbontották házasságukat. Az istennő dühében kijelentette, hogy minden nap ezer embert fog megölni, amire Izanagi azzal vágott vissza, hogy ő minden nap ezerötszáz életet fog teremteni.

### Megtisztulás és Amateraszu, Cukujomi és Szuszanoo születése
Izanagi a holtakkal való találkozása után tisztátalannak érezte magát, és megmosdott, hogy megtisztítsa magát. Jó és gonosz istenek és istennők emelkedtek ki félredobott ruháiból, amíg Izanagi fürdött. Visszatérése utáni megtisztulási szertatása alatt jött létre Amateraszu (a napistennő) a bal szeméből, Cukujomi (a holdisten) a jobb szeméből és Szuszanoo (a viharisten) az orrából. Olyan büszke volt erre a három gyermekre, hogy három részre osztotta birodalmát közöttük.
Izanagi ezen gyakorlatából származnak a sintóban a tisztulási szertartások.

## Párhuzamok a nyugati kultúrával
Izanagi Izanaminál az alvilágban tett látogatása bizonyos értelemben hasonló a görög mitológiában szereplő Orpheusz és Eurüdiké történetéhez. Viszont sokkal szembetűnőbb a hasonlóság Perszephóné történetével, abból a szempontból, hogy a felesége evett az alvilágban készített ételből és nem tudott visszatérni az élők világába.

## A popkultúrában
- Izanagi Boom Japánban az 1960-as évek második felében fellépő gyors gazdasági növekedés elnevezése.
- Az istenség neve „Izagi” formában szerepel Puccini Pillangókisasszony című operájában.
- Izanagi, Izanami, Amateraszu, Cukujomi és Szuszanoo különböző, az Ucsiha klán által használt „szemtechnikák” elnevezései a Naruto című mangában. Itt Izanagi egy olyan technika, ami egy cselekedetet meg nem történtté tesz, a használó egyik szeméért cserébe. Izanami egy végtelen körforgásban csapdába ejti a célpontot, a másik szem feláldozásával. Amateraszu egy kiolthatatlan fekete tüzet teremt. Cukujomi egy illúziótechnika Szuszanoo pedig egy páncélozott lényt von a használó köré, amely védelmi és támadó funkciókat lát el.
- A Mai-HiME anime egyik szereplőjének neve is Izanagi.
- Yu-Gi-Oh! kártyajátékban Izanagi az egyik szörnykártya.
- Darker than BLACK című anime második évadában, Izanagira többször hivatkoznak, mint „aki találkozni fog Izanamival, hogy újraformálják a világot”.
- Izanagi, Izanami, Amateraszu, Cukujomi és Szuszanoo karakterekként megjelennek az Okami videójátékban.
- Izanagi a főszereplője a népszerű japán szerepjátéknak, Shin Megami Tensei: Persona 4-nek is.
- Izanagi, Izanami, Amateraszu, Cukujomi és Szuszanoo karakterekként szerepelnek a Puzzle and Dragons című videójátékban.
- Nurarihyon no Mago: Sennen Makyou mangáben és animében a „Kanzen naru fusei, Izanagi” egy technika neve, amelyet Avasima használ, egy jókai aki, a nevét Izanagi és Izanami második gyermeke után kapta.
- Izanagi egy vállalat neve az Unreal Series című videójátékban.